# Confessions
Les Confessions és el títol de l'autobiografia filosòfica d'Agustí d'Hipona escrita en llatí entre els anys 397 i 398. El nom ve per la voluntat de l'autor de confessar i fer penitència de la seva joventut en pecat, abans de convertir-se al cristianisme i seguir els seus ensenyaments. L'obra barreja l'estil bíblic amb els preceptes clàssics sobre l'art d'escriure.

## Estructura
L'obra es divideix en 13 llibres
1. Narra la seva primera infància
2. Als catorze anys entra en un grup de joves amb qui comet els primers pecats
3. Explica com es va fer seguidor del maniqueisme
4. Perd un amic molt proper, fet que li canvia la vida, comença a explorar el dolor i el jo
5. Coneix Ambròs de Milà i comença a allunyar-se dels ensenyaments maniqueus
6. El seu mestre li ensenya el cristianisme, Agustí fa 30 anys
7. Coneix el neoplatonisme, que l'ajuda a entendre Déu
8. Decideix convertir-se
9. Pateix noves pèrdues personals
10. Reflexions sobre la memòria humana i els sentits
11. Reflexions sobre la creació i el temps
12. Reflexions sobre el cel i la terra
13. Reflexions sobre la Santíssima Trinitat

## Llegat
Jean-Jacques Rousseau va escriure un llibre homònim, inspirat per la lectura de l'obra. Petrarca deu gran part de les seves reflexions poètiques sobre l'ànima enamorada als pensaments d'Agustí. Les Confessions van influir enormement durant tota l'Edat Mitjana, especialment entre els filòsofs idealistes i l'estil, proper al de la retòrica clàssica, va marcar el gènere incipient de l'autobiografia durant segles.
La importància que atorga a les emocions (l'amor, la pena) i als moments significatius de la infantesa en la formació de la personalitat anticipen totes les Bildungsroman posteriors, així com les recerques psicològiques contemporànies.